# 桂山石楼
桂山石楼，位于中国广东省河源市紫金县龙窝镇桂山村，为河源市紫金县的一个县级文物保护单位，类型为古建筑，公布时间为1999年1月。
桂山石楼的历史年代为清乾隆。